# Interpretacionismo
El interpretacionismo es una doctrina filosófica explicativa del conocimiento sensible, que en vez de admitir un mundo exterior como objeto de percepción directa o intuitiva, lo considera efecto de una inferencia inmediata.
Se funda en la afirmación de que todo conocimiento implica la asistencia directa de la razón, facultad de las ideas y primeros principios, no admitiendo conocimientos puramente experimentales o sensibles, sino sensible-racionales y racionales puros. El interpretacionismo es una aplicación de ciertas tesis idealistas, sin que sea lícito confundirle con el subjetivismo, pues admite la necesidad de la colaboración de la experiencia en la obra del conocimiento y la verdad.
No debe confundirse con intermediarismo, que atribuye a la percepción de los caracteres un conocimiento originario independiente de toda reflexión o actividad comparativa. Los interpretacionistas construyen la realidad, valorando los datos experimentales según los principios de la razón. El conocimiento del mundo externo es para ellos de naturaleza distinta que el del mundo interno, debiendo llamarse mejor concepción que percepción. La forma más antigua de interpretacionismo es la cartesiana. Según Descartes, "lo que me ha inducido a creer en la existencia de cosas materiales es que, hallando en mí sensaciones que en nada dependen de  mi voluntad, me he visto obligado a suponer que dependen de causas exteriores". Una segunda forma de interpretacionismo menos lógica, sin duda, es la empírica.
Hume fundaba nuestra creencia en la realidad sensible una interpretación de las sensaciones por medio de la asociación y el hábito. Con ella se relaciona la teoría de la alucinación de Taine, la de posibilidad permanente de sensaciones de Stuart Mill, etc. Reid y su discípulo Dugald Stewart establecen que la percepción externa es una sugestión inmediata que abarca tres momentos: sensación, idea de un objeto exterior y creencia irresistible en la realidad de ese objeto; todo dado, por así decirlo, de un golpe, siendo como una anticipación de un trabajo consciente de inferencia. Todas estas doctrinas se apoyan en consideraciones de un realismo hipotético, difícil de conciliar con los caracteres de la certeza física, fruto de la experiencia. 
Queriendo evitar los inconvenientes del innatismo, convierten estos últimos la percepción en un misterio o en una propensión instintiva, coetánea con la existencia del yo. El interpretacionismo de este bsegundo grupo es una mezcla de idealismo y de sensualismo. 